# Rebeca Manríquez
Rebeca Cecilia Manríquez Sánchez (Ciudad de México; 9 de febrero de 1959) es una actriz, directora y locutora mexicana de cine, televisión y doblaje.

## Carrera
Estudió actuación en el instituto de Andrés Soler, de la ANDA, y en EON teniendo como profesor al también actor de doblaje Sergio de Bustamante, también estudió en el CEA de Televisa.Inicia su carrera profesionalmente en septiembre de 1977 con la Obra de teatro El círculo del 8 al lado del Flaco Ibañez  Cuenta con una larga trayectoria en televisión donde ha participado en gran cantidad de telenovelas como Soledad, El extraño retorno de Diana Salazar, Carrusel, María Mercedes, María la del barrio, La usurpadora y Verano de amor, entre otras, además ha participado en series como Al derecho y al derbez junto al comediante Eugenio Derbez; y Güereja de mi vida junto a la comediante María Elena Saldaña.
Rebeca también es una destacada actriz de doblaje, cuenta con más de 35 años de trayectoria en este medio, iniciando en 1984. Es la voz recurrente de célebres actrices como Michelle Pfeiffer, Frances McDormand y Patricia Clarkson, además de la actriz Heather Locklear en televisión. Aquí ha trabajado en infinidad de series como Desesperate Housewives, Samantha Who?, Glee (donde fue la primera voz de Sue Sylvester (Jane Lynch); Sabrina, la bruja adolescente (donde fue la primera voz de la tía Gilda Spelmann (Beth Broderick), y Drake y Josh donde hizo la voz de la odiosa maestra Linda Hayffer (Julia Duffy). También ha trabajado en Anime, destacándose por doblar a personajes maternales y dulces como Nodoka Saotome en Ranma ½, Atsuko Okamura en Magical Doremi y Naomi Higurashi en InuYasha, además ha sido la voz recurrente de la actriz brasileña Claudia Raia en telenovelas de dicho país como Belíssima, Siete pecados y La favorita. También se ha desempeñado como directora de doblaje en películas como Un domingo cualquiera, Nostalgia del pasado y Charlotte Gray; y series como el anime Shaman King y Stuart Little: La serie animada, donde también prestó su voz para el personaje de la Sra. Eleanor Little.

### Vida personal
Rebeca estuvo casada en segundas nupcias con el actor Jorge Lavat hasta el fallecimiento de este ocurrido el 14 de septiembre de 2011. La actriz quedó muy afectada, y durante el velorio de su marido, declaró con la voz entrecortada: "Gracias por estar aquí, y por el cariño y admiración del público hacia mi marido. Él era un gran actor y extraordinario ser humano. Sabemos que está bien donde quiera que esté". Ella tiene dos hijos, Enrique y Daniela, quienes son de sus relaciones anteriores. Con el actor no tuvo descendencia, lleva una buena relación con los hijos del actor.

## Filmografía

### Telenovelas
- Me atrevo a amarte (2025).... Estrella "Estelita"
- Falsa identidad (2018-2021).... Zoraida
- Sin tu mirada (2017-2018) .... Jueza
- Un camino hacia el destino (2016).... Madre Rosaura Pérez
- Corazón indomable (2013).... Nilda
- El rostro de la venganza (2012-2013).... Sonia Castro
- Por ella soy Eva (2012).... Directora del instituto de inglés
- Verano de amor (2009).... Zulema Esdregal
- Cuidado con el ángel (2008-2009).... Olga
- Fuego en la sangre (2008).... María Caridad
- Destilando amor (2007).... Agripina
- Alborada (2005-2006).... Elvira Sandoval
- Contra viento y marea (2005).... Sirvienta
- Velo de novia (2003-2004).... Lamara
- María Belén (2001).... Gabriela
- Carita de ángel (2000).... Angustias[3]
- La usurpadora (1998).... Genoveva Sarmiento, la Tamales
- Mi pequeña traviesa (1997-1998).... Gloria
- Luz Clarita (1996)
- María la del barrio (1995-1996).... Carlota
- María Mercedes (1992-1993).... Justa
- Al filo de la muerte (1991-1992).... Sra. Gálvez
- La pícara soñadora (1991).... Raquel
- Carrusel (1989-1990).... Inés de Carrillo
- El extraño retorno de Diana Salazar (1988-1989).... Marisela Rocha
- Amor ajeno (1983)
- El hogar que yo robé (1981)
- Espejismo (1981).... Molly
- Soledad (1980-1981).... Tere
- Corazones sin rumbo (1980).... Leonor

### Series de TV
- Como dice el dicho (2013)....  Alejandra
- La rosa de Guadalupe (2013).... Maestra Elba (Episodio: La burra)
- Sexo y otros secretos (2008)
- Mujer, casos de la vida real (1997-2003) (10 episodios)
- Güereja de mi vida (2001).... Laura Patricia (solo voz)
- Al derecho y al Derbez (1995)

## Doblaje
Kim Basinger
- Más allá del cielo - Claire St. Cloud (2010)
- Un encuentro accidentado - Harmony Jones (2004)
- Pasión por África - Kuki Gallmann (2000)
- El mundo según Wayne 2 - Honey Horneé (1993)

Michelle Pfeiffer
- Stardust: El misterio de la estrella - Lamia (2007)
- Hairspray - Velma Von Tussle (2007)
- Relaciones peligrosas - Madame de Tourvel (1988)
- Traición al amanecer - Jo Ann Vallenari (Doblaje original / Redoblaje / 1998)

Patricia Clarkson
- One Day - Alison (2011)
- La elegida - Carolyn (2008)
- Sin reservas – Paula (2007)
- Dogville – Vera (2003)

Heather Locklear
- El hombre perfecto - Jean Hamilton (2005)
- Looney Tunes: De nuevo en acción – Dusty Tails (2003)
- Pequeñas grandes amigas – Roma Schleine (2003)

Joan Allen
- Bourne: El ultimátum – Pamela Landy (2007)
- La supremacía Bourne – Pamela Landy (2004)
- Diario de una pasión – Anne Hamilton (Redoblaje / 2004)

Sharon Stone
- La esfera - Dr. Elizabeth 'Beth' Halperin (1998)
- El especialista - May Munro (Segundo doblaje / 1994)

Rene Russo
- Showtime - Chase Renzi (2002)
- Las aventuras de Rocky y Bullwinkle - Natasha (Redoblaje / 2000)

Debra Wilson
- Scary Movie 4 - Oprah (2006)

Emma Thompson
- Agudeza – Vivian Bearing (2001)
- Realmente Amor – Karen (2003)

Kristin Scott Thomas
- La otra Bolena – Lady Isabel Molena (2008)
- Caprichos del destino – Kay Chandler (1999)

Marcia Gay Harden
- Muriendo por un sueño – Primera Dama (2006)
- Jinetes del espacio – Sara Holland (2000)

Gina Gershon
- Palmetto – Nina (1998)
- Contracara – Sasha Hassler (1997)

Julianne Moore
- Las leyes de atracción – Audrey Woods (2004)
- Hannibal – Clarice Starling (2001)

Frances McDormand
- Madeline – Srta. Clavel (1998)
- Casi famosos – Elaine Miller

Sigourney Weaver
- Avatar - Dra. Grace Augustine (2009)
- Alien: resurrección - Teniente Ellen Ripley 8 (1997)

Mary McDonnell
- Una decisión difícil – Susan Shaw (2000)
- Independence Day - primera dama Marilyn Whitmore (1996)

Eva Mendes
- Live! - Katy Courbet (2007)
- Día de entrenamiento – Sara Harris (2001)
- Red de corrupción - Trish (2001) [Redoblaje]

Jean Smart
- No me olvides - Stella Kay Perry (2002)
- Snow Day - Laura Brandston (2000)

Ellen Barkin
- Piedad – Det. Catherine Palmer (2000)
- Ahora son 13 - Abigail Sponder (2007)

Glenn Close
- Las mujeres perfectas - Claire Wellington (2004)
- La fortuna de Cookie - Camille Dixon (1999)

Anna Deavere Smith
- Mi querido presidente – Robin McCall (1995)
- Filadelfia - Anthea Burton (1993)

Otros Papeles
- Super 8 - Señora Kaznyk (Jessica Tuck) (2011)
- Harry Potter y las Reliquias de la Muerte - Narcissa Malfoy (Helen McCrory) (2010-2011)
- Harry Potter y el misterio del príncipe - Narcissa Malfoy (Helen McCrory) (2009)
- Mother and Child - Karen (Annette Bening) (2009)
- Contamination - Mavis (Karen Black) (2008)
- Doomsday – Katherine Sinclair (2008)
- 88 minutos – Carol Johnson (2008)
- Valiente – Carol (Mary Steenburgen) (2007)
- Mr. Brooks - Nancy Hart (Aisha Hinds) (2007)
- Desapareció una noche - Helene McCready (Amy Ryan) (2007)
- Dan en la vida real - Nana (Dianne Wiest) (Doblaje de TV) (2007)
- La iniciación de Sarah - Trina Goodwin (Morgan Fairchild) (2006)
- En las tinieblas – Rachel Carlson (Demi Moore) (2006)
- Firewall – Beth Stanfield (Virginia Madsen) (2006)
- Hard Candy – Judy Tokuda (Sandra Oh) (2006)
- Terror en Silent Hill – Cristabella (2006)
- Masacre en la cárcel 13 – Anna (2005) (1.ª versión doblada)
- Se busca pareja – Sarah Nolan (Diane Lane) (2005)
- La casa de cera – Trudy Sinclair (2005)
- Inocencia en venta – Abby Sampson (2005)
- Match Point – Eleonor Hewett (2005)
- Ray – Marlene Andres (2004)
- Misteriosa obsesión – Det. Anne Pope (Alfre Woodard) (2004)
- Feroz 2 - Alice Severson (Janet Kidder) (2004)
- El príncipe y yo – Amy Morgan (2004)
- Van Helsing – Verona (2004)
- Las desapariciones – Maggie Gilkeson (Cate Blanchett) (2003)
- Connie y Carla – Connie (2003) (Nia Vardalos)
- Nostalgia del pasado – Elizabeth Garfield (Hope Davis) (2002)
- La reina de los condenados – Maharet (Lena Olin) (2002)
- Medio muerto - Kelly Lange (Kelly Lange) (2002)
- Soy espía – Agente especial Rachel Wright (Famke Janssen) (2002)
- Auto Focus – Anne Crane (Rita Wilson) (2002)
- Nostalgia del pasado – Elizabeth Garfield (Hope Davis) (2001)
- Monster's Ball – Leticia Musgrove (Halle Berry) (2001)
- Juegos sexuales 2 – Tiffany Merteuil (2000)
- Mi mamá tiene una cita con un vampiro – Lynette Hansen (Caroline Rhea) (2000)
- La última rubia – Dinah (Olympia Dukakis) (2000)
- La traición – Val Handler (Ellen Burstyn) (2000)
- El décimo reino - Cenicienta (Ann-Margret) (2000)
- El Grinch – Martha Kay (Christine Baranski) (2000)
- El precio de la campaña – Jennifer Pryce (2000)
- El sexto día – Natalie Gibson (2000)
- Un domingo cualquiera – Vanessa Struthers (Lela Rochon) (1999)
- La morada inteligente – Pat (Katey Sagal) (1999)
- Gigoló por accidente – Claire (1999)
- Cosas que importan – Kate Gulden (Meryl Streep) (1998)
- La Máscara del Zorro - Elena Montero / Murrieta / De la Vega (Catherine Zeta-Jones) (1998)
- Armageddon – Jennifer Watts (1998)
- Dioses y monstruos – Elsa Lanchester (1998)
- Un canto de esperanza – Topsy Merritt (Julianna Margulies) (1997)
- Los secretos de Harry - Helen (Caroline Aaron) (1997)
- El apóstol – Jessie Dewey (Farrah Fawcett) (1997)
- Romy & Michelle – Heather Mooney (Janeane Garofalo) (1997)
- De jungla en jungla – Charlotte (1997)
- A Life Less Ordinary - O'Reilly (Holly Hunter) (1997)
- Una amistad peligrosa - Madre de Jennifer (Collen Winton) (1996)
- Scream – Gale Weathers (Courtney Cox) (1996)
- Retrato de una dama – Serena Merle (Barbara Hershey) (1996)
- La fuerza del cariño 2 – Patsy Carpenter (Miranda Richardson) (1996)
- Arresto a domicilio – Gwenna Krupp (1996)
- Emma – Sra. Weston (1996)
- Corazón valiente - Murron MacClannough (Catherine McCormack) (1995)
- Nunca hables con extraños – Dra. Sarah Taylor (Rebecca De Mornay) (1995)
- Quinta avenida nº 919 – Janet Van Degen (Lisa Eibasher) (1995)
- La intrusa – Judith 'Jude' Madigan (Jamie Lee Curtis) (1994)
- La pequeña pícara - Grey Alison (Kelly Lynch) (1991)
- Adorable criatura 2 – Lawanda Dumore (1991)
- Cry Baby - Mamá de Wanda (Patricia Hearst) (1990)
- Los nuevos cineastas - Polo Habel (Fran Drescher) (1989)
- Impacto Fulminante - Jueza (Lois De Banzie) (1983)
- ¡Escóndete y grita! - Verónica Hulka
- Cambio de papeles - Kimberly
- Las damas y el vagabundo - Voces diversas
- Titanic - Diseñadora
- Los 4 Fantásticos y Silver Surfer - Voces diversas

### Series de TV
Heather Locklear
- Hannah Montana - Heather Truscott (2007)
- Spin City – Caitlin Moore (1999-2002)
- Melrose Place – Amanda Woodward (1993-1999)

Hilary Shepard
- Power Rangers Turbo – Divatox (1997-1998)
- Power Rangers en el espacio – Divatox ( actuaciones especiales )

Otros
- Pose - Elektra Abundance (2018-2019)
- Una familia modelo - Franckie Heck
- Glee - Sue Sylvester (Jane Lynch)
- La esposa ejemplar - Diane Lockhart (Christine Baranski)
- True Blood: Sangre verdadera – Miss Janette (2007-
- Gossip Girl – Eleanor Waldorf (2007-
- Voces del más allá – Delia Banks (2005-
- Roma – Atia of the Julii (2005-2007)
- Esposas Desesperadas - Felicia Tillman (2005-2006)
- Dr. House - Stacy Warner (2005-2006)
- Alias - Sophia Vargas/Elena Derevko (Sônia Braga ) (2005)
- Cortes y puntadas – Dra. Erica Noughton (2004-
- Drake & Josh - Maestra Linda Haffer (Julia Duffy) (2004-2008)
- Six Feet Under – Brenda Chenowith (2001-2005) (Redoblaje version HBO DVD)
- Mutante X – Narración (2001-2004)
- Witchblade – Sara Pezzini (2001-2002)
- Los Soprano – Jennifer Melfi (Redoblaje versión doblada HBO) (1999-2007)
- El mundo perdido – Marguetite Krux (1999-2002)
- Guardianes de la bahía – Kekoa Tanaka (1999-2001)
- King of Queens – Carrie Heffernan (1998-2007)
- V.I.P. – Maxine De La Cruz (1998-2002)
- La peor bruja - Maestra Ogrum (Kate Duchêne) (1998-2001)
- Sunset Beach – Olivia Blake (1997-1999)
- El séptimo cielo – Julie Camden (1996-2005)
- Moesha – Dee Mitchell (1996-2000)
- Poltergeist: El legado – Alexandra Moreau (1996-1999)
- Flipper – Alexandra Parker (1996-1995)
- Sabrina, la bruja adolescente – Zelda Spellman (Beth Broderick) (1.ª temp.) (1996)
- ER - Dra. Susan Lewis
- Dream On – Judith Topper Stone (1990-1996)
- Parker Lewis el ganador – Grace Musso (1990-1993)
- Academia de modelos - Ágatha (Catherine Eckerlé) (1993)
- El colegio del agujero negro – Directora Amanda Durst (2002-2006)
- La familia Munster – Lily Munster (redoblaje 1988-1991)
- Dallas – Pamela Barnes Ewing (1978-1987)
- V Invasión Extraterrestre - Diana (Jane Badler)(1983-1985)
- Almas perdidas - Delia Banks (Camryn Manheim) (2007-presente)
- Misterios sin resolver - Voces varias
- El mentalista - Ann Meier (Andrea Parker) (2008) (Temp 1, cap 6)
- El mentalista - Detective Sharon Foley (Brenda Bakke) (Temp 2, cap 16)
- Samantha Who? - Regina Newly (Jean Smart) (2007-2009)
- Los Tudors - Joan (Lorna Doyle) (2007) (Temp. 1, Cap. 10) (Doblaje original mexicano)

### Películas Animadas
- Wifi Ralph - Leah (2018)
- Happy Feet – Srta. Viola (2006)
- Furia Negra – Antonia Chillingsworth (2004)
- Mulan 2 - Amy Yang Ming (2004)
- Osmosis Jones – Leah (2001)
- Beavis and Butt-Head a través de América – Dallas Grimes (1996)
- Hércules – Calíope (1995)
- Los Caballeros del Zodiaco y la reencarnación de Eris - Eris (1996)
- Los Caballeros del Zodiaco y la reencarnación de Ellis, la diosa de la guerra - Ellis (1994)

### Anime
- Ranma ½ – Nodoka Saotome (Mamá de Ranma) (1997)
- Magical Doremi - Atsuko Okamura (2000)
- Inuyasha – Mamá de Kagome (2000)
- Shaman King – Goldva, Jane Diethel, Ran Tao, Shamash (2004)
- Crónicas Pokémon – Delia Ketchum (2007)
- Bubblegum Crisis Tokyo 2040 - Priss
- Koni Chan - Maestra Cariñosa

### Series Animadas
- Los Simpson – Bette Midler (4.ª temp; epis. 22) (1993) / Amber / Mamá de Las Vegas (13.ª temp; epis. 7) (2002)
- Los reyes de la colina – Peggy Reyes (temporada 1-8)
- Mansión Foster para amigos imaginarios – Mamá de Mac (2004-2009)
- Stuart Little: La serie animada – Eleonor Little (2003)
- The Worst Witch – Maestra Constancia Ogrum (1998-2001)
- La familia Proud – Sunset Boulevardez (2001-2005)
- Beast Wars – Airazor (Águila)
- El Show de Garfield – Mánager de Sir Leo / Madre de Nathan / Neferkity (2009)
- My Little Pony: la magia de la amistad – Zecora (Brenda Crichlow) (2011) (Temp. 1, cap. 9 y 10)

### Telenovelas Brasileñas
Claudia Raia
- El Beso del Vampiro - Mina (2002-2003)
- Belíssima - Safira (2005-2006)
- Siete pecados - Ágatha (2007-2008)
- La favorita - Donatella Fontini (tráiler) (2008)

Marília Gabriela
- Señora del destino - Josefa/Guillermina (2004-2005)
- Dos Caras - Guigui (2007-2008)

Christiane Torloni
- Mujeres apasionadas (2003) - Helena
- Un ángel cayó del cielo (2000) - Laila

Otros
- Génesis (2021) - Jaluzi, Reina de Sodoma (Beth Goulart)
- India, una historia de amor (2009) - Indira Ananda (Eliane Giardini)
- Páginas de la vida (2006-2007) - Tônia (Sônia Braga)
- El Sabor de la Pasión (2002-2003) - Grace (Mila Moreira)
- Isaura la Esclava (2004-2005) - Estela (Aldine Müller)
- Dance dance dance (2007) - Ligia Vasconcelos (Cláudia Lira)
- Acuarela del amor (2009) - Léa (Maria Zilda)
- Ciudad Paraíso (2010) Mariana (Cássia Kiss)

### Dirección de doblaje
- E! Wild On
- Un domingo cualquiera
- Nostalgia del pasado
- Charlotte Gray
- Las aventuras de Jackie Chan
- Shaman King
- Showtime
- Colegio del agujero negro
- Stuart Little (serie animada)
- Una familia modelo